# Giáo dục ở châu Á
Giáo dục ở châu Á rất đa dạng, đặc thù và có sự khác biệt rất lớn giữa các quốc gia trong châu lục. Tuy nhiên, nhìn chung, giáo dục châu Á vẫn chưa bắt kịp trình độ của phương Tây theo số liệu thống kê giáo dục của Tổ chức Giáo dục, Khoa học và Văn hoá Liên Hợp Quốc (UNESCO). Thống kê của UNESCO được Ngân hàng Thế giới sử dụng trong cơ sở dữ liệu EdStats. Liên Hợp Quốc đưa ra một Chỉ số Phát triển Con người cho mỗi quốc gia, trong đó Chỉ số Giáo dục là một hợp phần.

## Chất lượng giáo dục
Có mối quan tâm về khoảng cách giữa chất lượng giáo dục mà thị trường lao động tìm kiếm và những gì đang được giảng dạy trong các cơ sở giáo dục..
Các quốc gia muốn mở rộng quy mô tuyển sinh một cách nhanh chóng. Một cuộc điều tra gần đây của HSBC với 8400 phụ huynh ở 15 quốc gia Châu Á Thái Bình Dương cho thấy rằng cha mẹ từ Hồng Kông dành nhiều thời gian nhất cho việc giáo dục con cái họ để đảm bảo chất lượng giáo dục nâng cao khả năng cạnh tranh trên thị trường lao động. Trung bình, cha mẹ ở Hồng Kông dành trung bình 132.100 đô la cho mỗi đứa trẻ, gấp gần ba lần số tiền trên toàn cầu là 44.200 đô la. Singapore và Đài Loan với chi phí giáo dục tương ứng là 70.939 USD và 56.400 USD.

## Tỉ lệ nhập học
Trong khi các quốc gia châu Á mong muốn cạnh tranh trong nền kinh tế toàn cầu và gia nhập các nước phát triển, nhưng có một mối quan ngại rằng tỷ lệ giáo dục có thể không theo kịp. So với năm trước, tỷ lệ nhập học cho Bắc Mỹ và Tây Âu vào năm 2013 là 84,3% ở bậc mẫu giáo, 101,1% đối với tiểu học, 105,1% ở cấp hai và 76,6% đối với giáo dục đại học.
Tổng tỉ lệ nhập học (GER) là một thành phần của Chỉ số Giáo dục. Nó thể hiện số lượng sinh viên theo học một cấp giáo dục nhất định theo phần trăm số người trong độ tuổi chính thức của trình độ giáo dục đó. GER có thể vượt quá 100% bởi vì một số sinh viên ghi danh có thể ở ngoài độ tuổi chính thức.
Bảng dưới đây trình bày GER cho mỗi quốc gia ở Châu Á, được tổ chức thành năm vùng theo dân số: Nam Á, Đông Á, Đông Nam Á, Tây Á và Trung Á. Dữ liệu được trình bày cho bốn cấp độ giáo dục: sơ cấp, tiểu học, trung học và đại học. Năm của dữ liệu được hiển thị trong ngoặc đơn theo mỗi số trong bảng. Nếu năm giống với cột bên trái, năm đó sẽ bị bỏ qua.
| Quốc gia    | Dân số 2013 (triệu người) | Sơ cấp    | Tiểu học   | Trung học | Đại học   |
| ----------- | ------------------------- | --------- | ---------- | --------- | --------- |
| Afghanistan | 30.6                      | 1% ('03)  | 106% ('13) | 54%       | 4% ('11)  |
| Bangladesh  | 156.6                     | 33% ('13) | 114 ('11)  | 54% ('12) | 13%       |
| Bhutan      | 0.8                       | 14% ('13) | 107%       | 78%       | 11%       |
| Ấn Độ       | 1,252.1                   | 58% ('11) | 114% ('12) | 71%       | 25% ('13) |
| Maldives    | 0.3                       | 83% ('07) | 105%       | 72% ('04) | 13% ('08) |
| Nepal       | 27.8                      | 87% ('14) | 133%       | 67%       | 17% ('13) |
| Pakistan    | 182.1                     | 82% ('13) | 92%        | 38%       | 10%       |
| Sri Lanka   | 21.1                      | 90% ('13) | 98%        | 99%       | 19%       |

| Quốc gia       | Dân số 2013 (triệu người) | Sơ cấp    | Tiểu học   | Trung học | Đại học   |
| -------------- | ------------------------- | --------- | ---------- | --------- | --------- |
| Trung Quốc     | 1,385.6                   | 74% ('13) | 126%       | 92%       | 30%       |
| Nhật Bản       | 127.1                     | 88% ('12) | 102%       | 102%      | 61%       |
| Mông Cổ        | 2.8                       | 86% ('12) | 109% ('13) | 92% ('10) | 62% ('13) |
| Bắc Triều Tiên | 24.9                      | NA        | NA         | NA        | NA        |
| Nam Triều Tiên | 49.3                      | 93% ('14) | 100%       | 99%       | 97%       |
| Đài Loan       | NA                        | NA        | NA         | NA        | NA        |

| Quốc gia    | Dân số 2013 (triệu người) | Sơ cấp     | Tiểu học   | Trung học | Đại học   |
| ----------- | ------------------------- | ---------- | ---------- | --------- | --------- |
| Brunei      | 0.4                       | 64% ('13)  | 94%        | 106%      | 25%       |
| Cambodia    | 15.1                      | 15% ('13)  | 125%       | 45% ('08) | 16% ('11) |
| East Timor  | 1.1                       | 10% ('05)  | NA         | NA        | NA        |
| Indonesia   | 249.9                     | 51% ('13)  | 109% ('12) | 83% ('13) | 32% ('12) |
| Laos        | 6.7                       | 26% ('13)  | NA         | NA        | NA        |
| Malaysia    | 29.7                      | 84% ('12)  | 101% ('05) | 71% ('12) | 37%       |
| Myanmar     | 53.3                      | 9% ('10)   | 114%       | 50%       | 13% ('12) |
| Philippines | 98.4                      | 52% ('09)  | 107% ('13) | 85%       | 34%       |
| Singapore   | NA                        | NA         | NA         | NA        | NA        |
| Thái Lan    | 67.0                      | 119% ('13) | 96%        | 86%       | 51%       |
| Việt Nam    |                           |            |            |           |           |

| Quốc gia     | Dân số 2013 (triệu người) | Sơ cấp     | Tiểu học   | Trung học  | Đại học   |
| ------------ | ------------------------- | ---------- | ---------- | ---------- | --------- |
| Armenia      | 3.0                       | 46% ('13)  | 102% ('09) | 97%        | 46% ('13) |
| Azerbaijan   | NA                        | 25% ('12)  | 98%        | 100%       | 20%       |
| Bahrain      | 1.3                       | 53% ('13)  | 104% ('99) | 101% ('11) | 40% ('14) |
| Cyprus       | 0.9 ('12)                 | 78% ('12)  | 100%       | 95%        | 46%       |
| Georgia      | 4.3                       | 58% ('08)  | NA         | 101% ('13) | 33%       |
| Iran         | 77.4                      | 38% ('13)  | 119%       | 86% ('12)  | 58% ('13) |
| Iraq         | 33.8                      | 7% ('07)   | 107%       | 53%        | 16% ('05) |
| Israel       | 7.7                       | 112% ('13) | 104%       | 102%       | 67%       |
| Jordan       | 7.3                       | 34% ('12)  | 98%        | 88%        | 47%       |
| Kuwait       | 3.4                       | 81% ('07)  | 106%       | 100%       | 28% ('13) |
| Lebanon      | 4.8                       | 102% ('13) | 113%       | 75%        | 48%       |
| Oman         | 3.6                       | 52% ('13)  | 113%       | 91%        | 28% ('11) |
| Palestine    | 4.3                       | 78% ('13)  | 95%        | 82%        | 46%       |
| Qatar        | 2.2                       | 58% ('13)  | 103% ('05) | 112% ('11) | 14% ('13) |
| Saudi Arabia | 28.3                      | 17% ('14)  | NA         | 124%       | 58% ('13) |
| Syria        | 21.9                      | 6% ('13)   | 74%        | 48%        | 31%       |
| Turkey       | 74.0                      | 28% ('13)  | 109%       | 102%       | 79%       |
| UAE          | 9.3                       | 79% ('11)  | 108% ('12) | 84% ('99)  | NA        |
| Yemen        | 24.4                      | 1% ('13)   | 101%       | 49%        | 10% ('11) |

| Quốc gia     | Dân số 2013 (triệu người) | Sơ cấp    | Tiểu học   | Trung học | Đại học   |
| ------------ | ------------------------- | --------- | ---------- | --------- | --------- |
| Kazakhstan   | 16.4                      | 58% ('13) | 106%       | 101%      | 55%       |
| Kyrgyzstan   | 5.5                       | 25% ('12) | 109% ('13) | 88%       | 48%       |
| Tajikistan   | 8.2                       | 9% ('11)  | 96% ('14)  | 87% ('12) | 24% ('14) |
| Turkmenistan | 5.2                       | 63% ('14) | 89%        | 85%       | 8%        |
| Uzbekistan   | 28.9                      | 25% ('11) | 93%        | 105%      | 9%        |

## Tỉ lệ cung cầu
Nhiều quốc gia châu Á thiếu khả năng mở rộng quy mô tuyển sinh để đáp ứng nhu cầu leo thang.

## Tiến độ
Mặc dù nhiều quốc gia châu Á vẫn có GER thấp so với các nước Bắc Mỹ và Tây Âu, nhưng đã có những tiến bộ đáng kể trong những năm gần đây. Chẳng hạn, hãy xem xét thay đổi GER trong 10 năm trước dữ liệu mới nhất được báo cáo cho ba nước Châu Á đông dân nhất: Trung Quốc, Ấn Độ và Indonesia. Cả ba nước đã đạt được phổ cập giáo dục tiểu học (gần 100%) trước thời kỳ mười năm này, vì vậy hãy xem xét ba cấp độ khác. Trong khoảng thời gian 10 năm, Trung Quốc đã tăng từ 40% lên 74% đối với bậc mẫu giáo, từ 60% lên 92% ở cấp trung học, và từ 15% lên 30% đối với giáo dục đại học. GER của Ấn Độ tăng từ 25% lên 58% ở bậc mẫu giáo, từ 48% lên 71% ở cấp trung học, và từ 11% lên 25% đối với giáo dục đại học. GER của Indonesia tăng từ 26% lên 51% ở bậc mẫu giáo, từ 61% lên 83% ở cấp trung học, và từ 15% lên 32% đối với giáo dục đại học.